# Yo canto (álbum de Laura Pausini)
Io canto — (en español: Yo canto) es el octavo álbum de estudio y sexto álbum editado en español en la carrera musical de la cantante italiana Laura Pausini.
Se trata de un álbum que recopila dieciséis canciones compuestas por los autores italianos más destacados del siglo XX, y grabados con anterioridad, que abarcan varios géneros musicales, desde la balada hasta el rock. La selección fue una tarea difícil para la cantante, pues afirma que estas son apenas una muestra de las canciones que tuvieron singular importancia al inicio de su carrera musical, ya que fueron su compañía en la niñez, adolescencia y juventud, e hicieron crecer en ella la pasión por el canto.
Al igual que la mayoría de los álbumes de la cantante, Yo canto ha sido editado en castellano e italiano. La versión italiana del álbum (titulada Io canto), salió a la venta el 10 de noviembre de 2006, mientras que la versión castellana salió al mercado el 14 de noviembre. Por primera vez Pausini decide añadir canciones en idioma francés para un álbum y versiones italo-francesas.
El primer sencillo es titulado «Io canto», que se publicó como sencillo para Europa. Sin embargo, en México el primer sencillo fue «Dispárame dispara», tema de la telenovela mexicana de la cadena Televisa, Amar sin límites (2006-2007), bajo la producción de Angelli Nesma Medina, protagonizada por Karyme Lozano y Valentino Lanús, y con las participaciones antagónicas de Sabine Moussier y René Strickler.
Para la promoción de este álbum Pausini realizó un mega concierto en el Estadio San Siro en 2007, siendo la primera mujer italiana en hacer historia al presentarse en un estadio ante más de 70 000 fanáticos. De acuerdo con la revista norteamericana Billboard, Io canto fue el álbum más vendido en Italia en el año 2006 con ventas superiores a 500 000. El álbum a tan sólo unos meses de su publicación certifica disco de diamante en Italia por parte de la Federación de la Industria Musical Italiana por exceder las 600 000 copias. Io canto recibió un World Music Award por haber logrado vender más de 2 millones de copias a nivel mundial.

«"Laura Pausini ha vendido 500 000 unidades desde el lanzamiento de su álbum el 10 de noviembre hasta el 31 de diciembre de 2006. Este es un resultado fantástico y una reminiscencia del mercado de hace una década. Esto es alentador."»
Presidente de Warner Music Italy.

## Origen
La decisión de presentar un disco de versiones surgió de una "deuda pendiente" a las raíces y la patria musical de Pausini. Ella primero conceptualizó la idea de unos diez años anteriores a Io canto. La idea, sin embargo, no se arraigó hasta el año de oro de Pausini en 2006, que culminó con un premio Grammy por "Mejor álbum Pop Latino" ganado por Escucha en el año 2006 durante la 48 ª entrega anual del premio Grammy. En la rueda de prensa posterior al Grammy, los periodistas comentan cómo admiraban Pausini por no haber abandonado a su marca de "Pop italiano de siempre" a pesar de su clasificación como "Música latina".

«"Ella no complace a la multitud con guitarras latinas, remixes, reggaeton o percusión cubana. Su música es toda muy orgánica".»
Alusión de Randy Cordova sobre Laura Pausini para The Arizona Republic.

## Premios y reconocimientos
En el año 2007, Yo Canto, gana el Latin Grammy Award en la categoría "Mejor álbum vocal pop femenino", logrando así su segundo Latin Grammy y de forma consecutiva. Pausini ganó dos World Music Awards en la categoría "Mejor álbum femenino", y un galardón por "Mejor álbum en vivo" gracias a San Siro 2007. El álbum ganó cuatro Telegattos de oro en Italia, Uno en la categoría "Mejor cantante", otra como "Mejor disco", "Mejor tour mundial, y otro Telegatto de oro otorgado a la excelencia musical. Y finalmente un Telegatto de Platino en La categoría "Mejor cantante".
Por último Pausini gana un Premio Lunezia en la categoría "Mejor cantante italiana".

## Promoción
Pausini para la promoción del álbum cómo es habitual no realizó gira mundial, prefirió hacer un mega concierto en el estadio de San Siro en el año 2007, siendo la primera mujer en la historia en llenar este estadio, por esto lanzó en el año 2007 Un DVD en vivo titulándole San Siro 2007, el cual vendió más de 120 000 copias en Italia. El concierto estuvo dedicado a «Nona», la abuela de Pausini. 
Se publicaron tres sencillos, el primero fue: «Io canto» que se consolidó como número uno en el Top Digital Download, top 20 en Suiza y Bélgica, y número veintiséis en Francia. Dicho sencillo logra vender más de 70 000 copias y logra ser la canción número cuatro más descargada en Italia en el 2007. «Spaccacuore/Dispárame dispara» se publicó como segundo sencillo para Italia y primer sencillo para México respectivamente. El sencillo logra vender más de 15 000 copias en Italia. Por último sencillo se publicó «Non me lo so spiegare» a dúo con el cantante italiano Tiziano Ferro, logra vender 30 000 copias en Italia.

## Lista de canciones

### Yo canto
| N.º      | Título                                                  | Escritor(es)                        | Duración |  |
| 1.       | «Yo canto» (1979)                                       | Cocciante/Luberti                   | 04:24    |  |
| 2.       | «Dos» (1993)                                            | Raf/Cheope                          | 04:41    |  |
| 3.       | «Escríbeme» (1990)                                      | Buonocuore/De Vitis                 | 03:52    |  |
| 4.       | «Mi libre canción» (Dúo con Juanes,1972)                | Battisti/Mogol                      | 04:34    |  |
| 5.       | «Destino paraíso» (1995)                                | Grignani/Luca                       | 03:41    |  |
| 6.       | «Estrella gemela» (1996)                                | Cogliati/Lavezzi/Ramazzotti/Tosseto | 04:40    |  |
| 7.       | «Como el sol inesperado» (1986)                         | Zucchero/Paoli                      | 03:21    |  |
| 8.       | «Cinco días» (1994)                                     | Zarrillo/Incenzo                    | 04:06    |  |
| 9.       | «Y mi banda toca el rock» (1979)                        | Fossati                             | 03:51    |  |
| 10.      | «Dispárame, dispara» (1995)                             | Bersani/D'Onghia/Dalla              | 04:09    |  |
| 11.      | «Corazón frágil» (1980)                                 | Rossi                               | 03:26    |  |
| 12.      | «No me lo puedo explicar» (Dúo con Tiziano Ferro, 2003) | Ferro                               | 04:32    |  |
| 13.      | «En los jardines donde nadie va» (1994)                 | Zero/Riccardi                       | 05:16    |  |
| 14.      | «En un cuarto casi rosa» (1996)                         | Antonacci                           | 04:34    |  |
| 15.      | «Cuando» (1991)                                         | Daniele                             | 03:45    |  |
| 16.      | «Por el camino» (1981)                                  | Baglioni                            | 05:42    |  |
| 01:08:05 |                                                         |                                     |          |  |

### Io canto
| N.º   | Título                                                | Escritor(es)                        | Duración |  |
| 1.    | «Io canto/Je chante» (1979)                           | Cocciante/Luberti                   | 04:24    |  |
| 2.    | «Due» (1993)                                          | Raf/Cheope                          | 04:41    |  |
| 3.    | «Scrivimi» (1990)                                     | Buoncuore/De Vitis                  | 03:52    |  |
| 4.    | «Il mio canto libero» (Dúo con Juanes,1972)           | Battisti/Mogol                      | 04:34    |  |
| 5.    | «Destinazione paradiso» (1995)                        | Grignani/Luca                       | 03:41    |  |
| 6.    | «Stella gemella» (1996)                               | Cogliati/Lavezzi/Ramazzotti/Tosseto | 04:40    |  |
| 7.    | «Come il sole all'improvviso» (1986)                  | Zucchero/Paoli                      | 03:21    |  |
| 8.    | «Cinque giorni» (1994)                                | Zarrillo/Incenzo                    | 04:06    |  |
| 9.    | «La mia banda suona il rock» (1979)                   | Fossati                             | 03:51    |  |
| 10.   | «Spaccacuore» (1995)                                  | Bersani/D'Onghia/Dalla              | 04:09    |  |
| 11.   | «Anima fragile» (1980)                                | Rossi                               | 03:26    |  |
| 12.   | «Non me lo so spiegare» (Dúo con Tiziano Ferro, 2003) | Ferro                               | 04:32    |  |
| 13.   | «Nei giardini che nessuno sa» (1994)                  | Zero/Riccardi                       | 05:16    |  |
| 14.   | «In una stanza quasi rosa» (1996)                     | Antonacci                           | 04:34    |  |
| 15.   | «Quando» (1991)                                       | Daniele                             | 03:45    |  |
| 16.   | «Strada facendo» (1981)                               | Baglioni                            | 05:42    |  |
| 57:20 |                                                       |                                     |          |  |

## Posicionamiento en las listas musicales
| Bélgica        | Ultratop 100 Flandes                      | 93 |
| Bélgica        | Ultratop 100 Valona                       | 8  |
| Croacia        | Croatian Top 40                           | 14 |
| Croacia        | Croatian Foreign Albums                   | 5  |
| España         | Álbumes Top 100                           | 15 |
| Estados Unidos | Latin Pop Albums                          | 9  |
| Estados Unidos | Top Heatseekers                           | 12 |
| Estados Unidos | Top Latin Albums                          | 22 |
| Finlandia      | Album Top 50                              | 33 |
| Francia        | Francia Top 200                           | 15 |
| Grecia         | Top 50 Ξένων Aλμπουμ                      | 4  |
| Italia         | Classifiche Albums Top 100                | 1  |
| Países Bajos   | Dutch Album Top 100                       | 66 |
| Suiza          | Schweizer Hitparade Alben Top 100         | 1  |
| Europa         | European Top 100 Albums                   | 10 |
| Uruguay        | Top 10 álbumes - Artistas internacionales | 7  |

| País   | Lista                           | Posición |      |      |      |      |      |
| 2006   | 2006                            | 2006     | 2006 | 2006 | 2006 | 2006 | 2006 |
| ------ | ------------------------------- | -------- | ---- | ---- | ---- | ---- | ---- |
| Italia | Classifiche Albums Annuali 2006 | 1        |      |      |      |      |      |
| Suiza  | Schweizer Jahreshitparade       | 20       |      |      |      |      |      |
| 2007   |                                 |          |      |      |      |      |      |
| Italia | Classifiche Albums Annuali 2007 | 5        |      |      |      |      |      |
| Suiza  | Schweizer Jahreshitparade       | 33       |      |      |      |      |      |
| Europa | European Top 100 Albums         | 41       |      |      |      |      |      |
| 2008   |                                 |          |      |      |      |      |      |
| Italia | Classifiche Albums Annuali 2008 | 78       |      |      |      |      |      |

## Certificaciones
| Territorio | Organismo certificador | Certificación  | Ventas certificadas | Simbolización | Ref.                 |
| ---------- | ---------------------- | -------------- | ------------------- | ------------- | -------------------- |
| España     | Promusicae             | Oro            | 40 000              | ●             | [ 51 ] [ 52 ]        |
| Francia    | SNEP                   | Oro            | 100 000             | ●             | [ 53 ]               |
| Italia     | FIMI                   | 8x Platino+Oro | 830 000             | 8▲+●          | [ 54 ] [ 55 ]        |
| México     | Amprofon               | Oro            | 75 000              | ●             | [ 56 ] [ 57 ] [ 58 ] |
| Suiza      | IFPI — Suiza           | Platino        | 30 000              | ▲             | [ 59 ]               |

## Fecha de lanzamiento
| Región         | Fecha                    | Discografía         |
| -------------- | ------------------------ | ------------------- |
| Italia         | 10 de noviembre del 2006 | Warner Music Italy  |
| América Latina | 14 de noviembre del 2006 | Warner Music Latina |